# 宋万

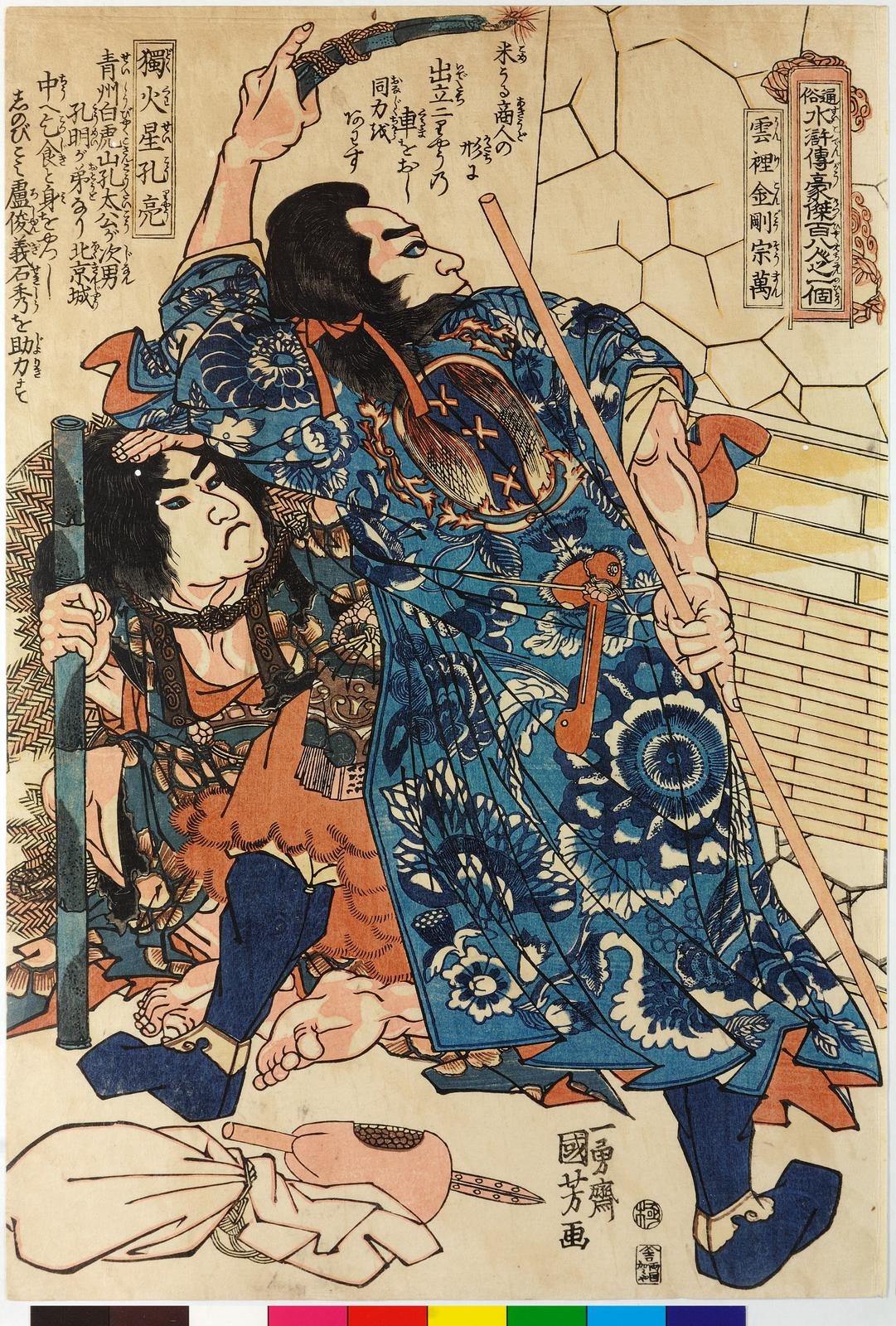
宋万

宋 万（そう ばん / そう まん）は、中国の小説で四大奇書の一つである「水滸伝」の登場人物。
梁山泊第八十二位の好漢。地魔星の生まれ変わり。渾名は雲裏金剛（うんりこんごう）で、雲つかみの仁王という意味。王倫時代から梁山泊にいる最古参で筋骨隆々とした大男であるが、実は見かけ倒しだったようで「十人並みの実力」と王倫に評されている。その後も目立つ働きは殆ど無く、席次も下がっていったが、そのことに不満を述べることはなく自分から高い地位に着く事を遠慮する慎ましい一面もあった。

## 生涯
宋万ははじめ王倫、杜遷、朱貴ら仲間達とともに梁山泊に山塞を構え周囲から恐れられていた。ある日禁軍の槍術師範だった林冲が入山を求めてきた。首領の王倫は豪傑林冲に自身の地位を脅かされはしないかとこれを断ろうとするが、他の仲間と共にこれをとりなし紆余曲折の末、王倫も渋々林冲の入山を認めた。
その後、官憲から逃れてきた晁蓋一行が入山を求めてくるが、王倫はこれも追い返そうとしその浅はかさと自己中心ぶりに激怒した林冲に殺された。宋万たちは敵討ちもせず、晁蓋に頭を下げて仲間に加えてもらうよう懇願し、頭領の一人として残留した。
その後は糧秣輸送や潜入、留守居など主に裏方として働き余り目立つ手柄は立てなかった。百八星集結後は歩兵軍将校に任命され、梁山泊が朝廷に帰順した後もよく働いたが、方臘討伐の緒戦で矢に当たり戦死。陶宗旺、焦挺とともに百八星最初の死者となった。仲間達は特に古参の宋万の死を悲しみ、宋江も「思えば宋万という人は特別な手柄を立てたことは無かったがはじめて山に来た時は随分お世話になったものだ」と嘆いた。